# Tavoleto
Tavoleto é uma comuna italiana da região dos Marche, Província de Pesaro e Urbino, com cerca de 818 habitantes. Estende-se por uma área de 11 km², tendo uma densidade populacional de 74 hab/km². Faz fronteira com Auditore, Mercatino Conca, Mondaino (RN), Monte Cerignone, Montefiore Conca (RN), Saludecio (RN), Sassocorvaro, Urbino.